# Munții Saian

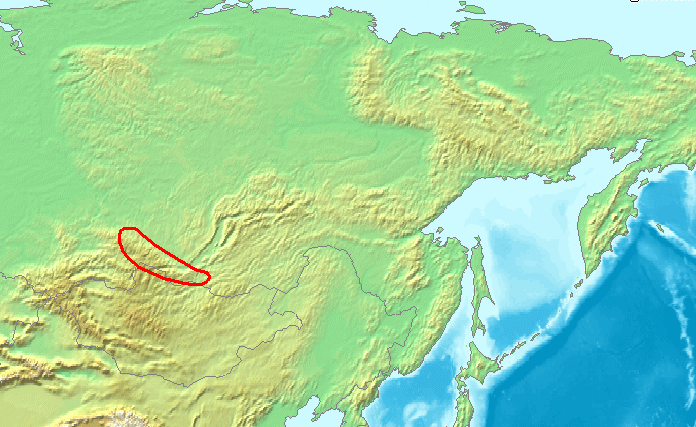
Munții Saian

Munții Saian  aparțin de Munții Siberiei de Sud din Asia. Ei se subîmpart în Munții Saian de Vest, ce  ating altitudinea de 2.930 m, și se află în Rusia. Munții Saian de Est cu lanțurile Munku Sardyk (3.492 m) care se întind de la lacul Baikal până în Mongolia, ei ating altitudinea de  3.492 m deasupra n.m.. La nord munții sunt limitați de Platoul Siberian Central la este de Angara și de Lacul Baikal iar la sud de munții Tannu-ola (2.930 m), la vest de munți Altai iar la nord-vest de Câmpia Siberiei de Vest. 
Din Munții Saian de Vest izvoreste Abakan, pe când din Munții Saian de Est izvoresc Irkutsk, Enisei, Kan, Oka și Uda. Pe cursul lui Enisei se află Lacul de acumulare Saiano-Susenskoe, cel mai mare lac de acumulare din Rusia. La sud de Munții Saian se află republica autonomă Tuva, iar la nord republica Hakasia cu regiunea Krasnoiarsk. Republica Hakasia și Tuva sunt legate printr-o șosea care traversează pasul Saian (2.200 m).